# Marcelo Nicola
Marcelo Patricio Nicola Virginio (Rafaela, Argentina; el 12 de mayo de 1971) es un exjugador y entrenador de baloncesto argentino. Actualmente es entrenador del Universo Treviso Basket de la Lega Basket Serie A.

## Carrera como jugador
Inició su carrera en su Argentina natal, en el Club Sportivo Ben-Hur de Rafaela, aunque en 1989, con sólo 18 años, ya emigró a Europa para enrolarse en las filas del equipo júnior del Baskonia, club en el que militó un total de siete temporadas y debutó en la Liga ACB.
En 1993 fue elegido por Houston Rockets en la segunda ronda del draft de la NBA de 1993 (n.º 50), pero continuó jugando en el Baskonia. En 1995 Houston Rockets cedió sus derechos a Portland Trail Blazers, pero Nicola nunca llegaría a jugar en la NBA. Siguió una temporada más en el Baskonia con el que conquistó, en la temporada 1995-1996, la Copa del Rey de Baloncesto, y la Copa de Europa 1995-1996.
La temporada 1996-1997 la jugó en el Panathinaikos BC, entonces campeón de la Euroliga, pero no pudo conquistar ningún título en la única temporada que jugó en el club griego.
La temporada 1997-1998 volvió a la Liga ACB española para jugar en el FC Barcelona, con el que no ganó ningún título. A principios de la temporada 1998-1999 el club catalán lo cedió al Benetton Treviso, en el que acabaría jugando un total de seis exitosas temporadas en las que consiguió dos Ligas italianas, tres Copas de Italia, una Copa Saporta, y llegó a ser subcampeón de la Euroliga, título que perdió en la temporada 2002-2003 precisamente frente a su ex club, el FC Barcelona.
Marcelo Nicola fue internacional en todas las categorías de la Selección nacional de Argentina: cadete, juvenil, sub-22 y absoluta.

## Clubes como jugador
- 1988-1989: Sport Club Cañadense (Argentina)
- 1989-1991: Baskonia Junior (España)
- 1991-1996: Baskonia (España)
- 1996-1997: Panathinaikos BC (Grecia)
- 1997-1998: FC Barcelona (España)
- 1998-2004: Benetton Treviso (Italia)
- 2004-2005: BC Kiev (Ucrania)
- 2005-2006: Mens Sana Basket Siena (Italia)
- 2006-2007: Pallacanestro Reggiana (Italia)

## Carrera como entrenador
Comenzó su carrera en los banquillos siendo entrenador asistente en la Benetton Treviso.
En 2013, comienza la campaña siendo asistente de Óscar Quintana en el Ucam Murcia CB, pero Quintana es fue destituido en el mes de enero de 2014, y se hace  cargo del equipo hasta el final de temporada.
En febrero de 2015, firma con el Lietuvos Rytas, tras la destitución de Virginijus Seskus. Al final de la temporada 2014-15, renueva una temporada más en el conjunto lituano.
En los primeros meses de 2019, se hace cargo del banquillo del Unieuro Foril de la Serie A2 italiana.
En junio de 2019, se confirma como entrenador del Delteco GBC de cara a la nueva etapa del club en la LEB Oro.
El 5 de abril de 2022, firma como entrenador del Universo Treviso Basket de la Lega Basket Serie A.

## Clubes como entrenador
- 2012-2013: Benetton Treviso (Entrenador asistente)
- 2013-2014: Ucam Murcia CB (Entrenador asistente)
- 2013-2014: Ucam Murcia CB (Entrenador principal)
- 2015-2016: BC Lietuvos rytas (Entrenador)
- 2016-2017: Hapoel Jerusalem BC (Entrenador asistente)
- 2018-2019: Brose Bamberg (Entrenador asistente)
- 2019: Unieuro Forlì (Entrenador principal)
- 2019-2021: Acunsa GBC (Entrenador principal)
- 2022-actualidad: Universo Treviso Basket (Entrenador principal)

## Otros cargos
- 2017-2018: Baskonia (Coordinador de cantera)

## Palmarés

### Títulos internacionales de Selección
- Medalla de Oro en el Campeonato Panamericano de Rosario 1993, con la selección argentina sub-22.
- Medalla de Oro en el Campeonato Sudamericano de Jujuy 1988, con la selección argentina Juvenil.
- Medalla de Oro en el Campeonato Sudamericano de Cúcuta 1987, con la selección argentina Cadete.
- Medalla de Oro en el Campeonato Sudamericano de Asunción 1988, con la selección argentina Cadete.

### Títulos internacionales de Club
- 1 Copa de Europa: 1995-1996, con el Baskonia.
- 1 Copa Saporta: 1998-99 con el Benetton Treviso.
- Subcampeón de la Euroliga: 2002-2003, con el Benetton Treviso.

### Títulos nacionales de Club
- En España:

- 1 Copa del Rey de Baloncesto: 1994-1995, con el Baskonia.
- 1 vez subcampeón de la Copa del Rey: 1993-1994, con el Baskonia.
- 1 Campeonato de España Junior: 1990-1991, con el Baskonia Júnior.

- En Italia:

- 2 Liga de baloncesto de Italia: 2002 y 2003, con el Benetton Treviso.
- 3 Copa de baloncesto de Italia: 1999-2000, 2002-2003 y 2003-2004, con el Benetton Treviso.